# Jean-Pierre Baxter
Jean-Pierre Baxter est un comédien français, connu pour avoir incarné le rôle de Florent dans la série Classe mannequin en 1993, et Benoît dans la série Extrême Limite (Cap Estérel) entre 1993 et 1995, série dans laquelle il a débuté sous le nom de Jean-Pierre Bonnot.
Il tourne ensuite dans la série sous le soleil dans le rôle de Vincent, un aventurier et amant de Jessica.
Il a également été chanteur des Neurones en Folie de 1986 à 1994, et de Alerte Rouge de 1996 à 2009.